# HMS Monmouth (1667)
El HMS Monmouth fue un navío de línea de tercera categoría de 64 cañones nonimales inicialmente, perteneciente a la Royal Navy, que probablemente recibió su nombre de James Scott, I duque de Monmouth. Durante su dilatada carrera, desde 1667 hasta 1767, ganó diez honores de batalla durante un siglo de servicio activo. Fue reconstruido un total de tres veces durante su existencia, cada vez convirtiéndose, de facto, en un barco completamente nuevo.

## Diseño y modificaciones
Fue construido en el astillero de Chatham en 1667 por Phineas Pett II. Una orden del 3 de octubrejul./ 13 de octubre de 1699greg. le llevó a un acondicionamiento, El Monmouth sufrió su primera reconstrucción en el astillero de Woolwich en 1700, quedando como un navío de 66 cañones reconstruido. En esta ocasión fue nuevamente reasignado el 26 de febrero de 1701. En este primer acondicionamiento se ampliaron las medidas del buque, especialmente la eslora en la cubierta de cañones, quedando en 147 pies 9 pulgadas (45,03 m). La manga se aumentó hasta los 38 pies (11,58 m) y el puntal interior hasta los 16 pies (4,88 m). El arqueo del buque se incrementó igualmente hasta las 944 t burthen.
Su segunda reconstrucción se llevó a cabo en el astillero de Portsmouth. Para ello fue parcialmente desguazado a partir del 20 de abriljul./ 1 de mayo de 1716greg., donde se le aumentó la dotación artillera a 70 cañones,siendo reconstruido según el Sistema de 1706 (1706 Establishment) y se botó nuevamente el 3 de juniojul./ 14 de junio de 1718greg.. En esta ocasión correspondió a Fisher Harding el nuevo diseño y la dirección de las obras. En este segundo acondicionamiento se ampliaron nuevamente las medidas del buque, quedando en 150 pies (45,72 m) la cubierta de cañones. La manga se incrementó en 3 pies más, hasta los 41 pies (12,5 m) y el puntal interior aumentó hasta los 17 pies 4 pulgadas (5,28 m). El arqueo del buque se incrementó esta vez en más de 200 t, quedando en 1 174 t burthen. Los cañones se aumentaron en esta ocasión hasta los 70, quedando 26 cañones de 24 libras en la cubierta inferior y 26 de 12 libras en la superior. El alcázar dispuso de 14 cañones de 6 libras y el castillo de proa contaba con 4 del mismo calibre.
El 7 de septiembre de 1739 se ordenó que el Monmouth fuera reconstruido por tercera y última vez, en Deptford, de acuerdo con las especificaciones de 1733, recogidas en el Sistema de 1719 (1719 Establishment). Fue botado por última vez el 6 de septiembre de 1742, quedando sus medidas finales como se adjuntan en la ficha.

## Historial
Entre agosto de 1668 y septiembre de 1670 fue buque insignia  dentro de la Flota del Mediterráneo, bajo el mando del Almirante Sir Thomas Allin,   alternando con el HMS Resolution.
Entró en acción estando en el Támesis, durante el ataque de Medway, y luchó en la batalla de Solebay en 1672, seguida poco después por la batalla de Texel en 1673. Luchó en la batalla de Barfleur en 1692. Participó en la batalla en la ría de Vigo en 1702 bajo el mando del almirante John Baker, quien también fue capitán en la toma de Gibraltar y la Batalla de Málaga en 1704.
En 1707, había pertenecido a la flota del almirante Cloudesley Shovell. Vio acción durante el fallido Sitio de Tolón (1707) y estuvo presente durante el gran desastre naval frente a las Islas Sorlingas cuando Shovell y cuatro de sus barcos (Association, Firebrand, Romney y el Eagle) se perdieron, cobrando la vida de casi 2.000 marineros. El Monmouth, sin embargo, sufrió escasos daños y finalmente logró llegar a Portsmouth. En mayo de 1708 navegó hacia Jamaica.
En 1711, el barco, adscrito a la flota del contraalmirante Hovenden Walker, participó en la expedición contra Quebec. Zarpó de St. Helens hacia Boston, escoltando 33 transportes que transportaban a más de 5.000 hombres. El 24 de junio la flota llegó a Boston. El 18 de agosto se encontraba frente a la bahía de Gaspé, esperando condiciones favorables para navegar río arriba hacia Quebec. El 21 de agosto, la flota, navegando en medio de una espesa niebla, chocó contra rocas e islas de la orilla norte del San Lorenzo, perdiendo 8 transportes. El 23 de agosto, la flota zarpó de regreso a Spanish Bay (Nueva Escocia) en la isla de Cabo Bretón. Luego navegó de regreso a St. Helens, donde arribó el 9 de octubre. En noviembre, el barco regresó a Portsmouth para realizar pequeñas reparaciones que se completaron en abril de 1712.
En 1747 luchó en Finisterre y Ouessant. El 2 de marzo de 1747, el Monmouth, bajo mando del capitán Henry Harrison, trajo a Plymouth un buque corsario francés de ocho pedreros y veinte cañones sobre cureñas. El buque corsario era el Comte de Maurepas y capturarlo requirió una persecución de tres días. Casi al mismo tiempo, el Monmouth capturó al corsario Queen of Hungary.
El 28 de febrero de 1758, el Monmouth capturó el barco francés más grande, Foudroyant, como trofeo de guerra de la Batalla de Cartagena. Después de que el comandante del Monmouth, el capitán Arthur Gardiner (anteriormente oficial de bandera de Byng), fue gravemente herido por un racimo de metralla en la frente y conducido bajo cubierta, los cuatro tenientes del barco (Robert Carkett, David Winzar, Stephen Hammick y el teniente Campbell) continuaron con la batalla. El segundo teniente Stephen Hammick era el comandante de la cubierta de armas inferior y Colley Cibber compuso un poema que rezaba así:

Mientras el valiente Hammick apunta sus armas con cuidado, no dispara al aire ni un solo tiro al azar [...]
Colley Cibber

La batalla concluyó tras la llegada del HMS Swiftsure, quien lanzó la descarga final. El capitán del Foudroyant, el señor marqués de Quesne, después de entregar su barco al teniente Carkett en el Monmouth, prefirió entregar su espada a Carkett, por quien sentía la mayor admiración. Las pérdidas totales en el Monmouth fueron de 29 muertos y 81 heridos. El funeral por los fallecidos, entre ellos el capitán Gardiner, se llevó a cabo en el mar cerca del cabo de Gata la tarde del sábado 4 de marzo. Posteriormente, el barco fue llevado a Gibraltar para su reparación. En un pequeño giro del destino, el Foudroyant pasaría a estar al mando de Nelson, que era primo del teniente Hammick.
El Monmouth también estuvo presente en Belle Île en 1761. Tras completar cien años de servicio, fue desguazado finalmente en 1767; un periódico de la época puso un epitafio como sigue:

There was no ship she ever chased that she did not overtake: there was no enemy she ever fought that she did not capture.
No hubo ningún barco que persiguiera que no alcanzara: no hubo ningún enemigo con el que luchó que no capturara.
Publicación en la prensa nacional de la época.